# Olympique de Valence
Olympique de Valence (trước đây là Association Sportive Valence), được gọi đơn giản là Valence, là một câu lạc bộ bóng đá Pháp có trụ sở tại thị trấn Valence, Drôme. Nó được thành lập vào năm 2005 sau sự sụp đổ của ASOA Valence và giải thế vào năm 2014 nhưng đã được cải tiến ngay lập tức. Kể từ mùa giải 2014*15, đội bóng cao cấp của câu lạc bộ chơi trong Promotion d'Honneur Régional Régional Rhône-Alpes, giải hạng tám của bóng đá Pháp.

## Lịch sử

Logo cũ của AS Valence.

AS Valence được thành lập vào năm 2005 sau khi câu lạc bộ trước đó của thị trấn, ASOA Valence, chơi ở Championnat National, đã bị giải tán vào tháng 8 năm đó. Đội bóng chính, được huấn luyện bởi Eric Vila, đã gia nhập DH Rhône-Alpes, một giải đấu khu vực hạng sáu sáu của hệ thống giải bóng đá Pháp, và kết thúc ở vị trí thứ tư trong mùa giải 2005-06. Vào mùa hè năm 2006, cựu cầu thủ ASOA Valence Fabien Mira được thuê làm huấn luyện viên. Tuy nhiên, vào cuối mùa giải sau, Valence đã hoàn thành vị trí thứ mười trong giải đấu và đội sau đó đã xuống hạng DHR Rhône-Alpes.
Vào năm 2008, đội đã giành được DHR ở lần đầu tiên và tiếp tục hoàn thành với tư cách là á quân của giải đấu trong mùa giải 2008-09. Họ đã giành được DH Rhône-Alpes vào năm 2010, qua đó thăng hạng CFA 2 Nhóm D cho mùa giải 2010-11. Valence kết thúc mùa giải với tư cách là á quân của Chambéry nhưng vẫn được thăng hạng lên CFA sau khi FFF bị từ chối thăng hạng.
Valence đã kết thúc mùa giải 2011-12 ở vị trí thứ sáu trong CFA Group B, tiếp tục thi đấu ở đây vào mùa giải sau. Ngay cả khi vấn đề tài chính trở nên rõ ràng, nó vẫn tồn tại thêm hai mùa trong CFA cho đến khi câu lạc bộ, trong khu vực xuống hạng, giải tán vào năm 2014 sau khi tuyên bố phá sản. Gần như ngay lập tức một câu lạc bộ mới được thành lập và nó mang tên Olympique de Valence, khởi động lại trong giải hạng ba khu vực của nó.